# گزارش به خاک یونان
گزارش به خاک یونان یا عریضه به الگرکو (به یونانی: Αναφορά στον Γκρέκο) شرح حالی است از نیکوس کازانتزاکیس.
این کتاب شرح سفرهای نویسنده به نقاط مختلف دنیا از جمله یونان، فرانسه، آلمان، روسیه، اتریش، قفقاز، اورشلیم و بیابان کوه سینا برای بیان سیر تحول فکری نویسنده است. یک بخش از این کتاب به توصیف شخصیتی به نام زوربا (به یونانی: Ζορμπά) اختصاص دارد که نویسنده در کتاب دیگری به نام زوربای یونانی به وی می‌پردازد.
نویسنده در سرلوحهٔ این کتاب می‌نویسد:
«تمام روح من فریادی است، و تمامی اثر من، تفسیر این فریاد»
این کتاب در سال ۱۳۶۸ به ترجمهٔ صالح حسینی توسط انتشارات نیلوفر به چاپ رسید.